# Universele wetten
Een universele wet of kosmische wet is binnen de esoterie en new age de basis van waaruit de mensheid kan evolueren naar een hoger bewustzijn. Ze worden zo genoemd, omdat met deze wetten regels en principes worden bedoeld die universeel geldig zouden zijn.
Deze universele wetten mogen niet verward worden met natuurwetten. Natuurwetten zijn gebaseerd op wetenschappelijke inzichten en ontlenen hun waarde dus aan gedegen onderzoek en empirisch bewijsmateriaal. De esoterische wetten zijn daarentegen religieuze begrippen, gebaseerd op spirituele ervaringen.

## Wet van Eén
De belangrijkste Universele Wet is de Wet van Eén die stelt dat alles in de kosmos met elkaar verbonden is. Volgens de esoterie leidt een werkelijk begrip van deze wet tot kosmisch bewustzijn. Dit bewustzijn is volgens de aanhangers van de universele wetten de scheppende levenskracht waarvan het gehele universum doordrongen is. Hoewel de Universele Wetten de laatste jaren steeds meer bekendheid krijgen, zijn deze spirituele basisprincipes in vroeger tijden ook relevant geweest. Zo werd het hermetische axioma van overeenkomst Zo boven, zo beneden al genoemd in de oudheid. Sommige onderzoekers zien de wet van Eén als in tegenspraak met geldende natuurkunde, omdat volgens de eindigheid van de lichtsnelheid niet alles in de kosmos met elkaar verbonden kan zijn.
Esoterici menen dat er bepaalde wetmatigheden en principes zijn te ontdekken op het spirituele vlak. Zij laten zich hierbij menigmaal inspireren door de natuurkunde, soms tot ongenoegen van fysici. Hierbij baseren zij zich op de beschrijvingen van spirituele ervaringen. Het instrument voor spirituele waarneming is het bewustzijn. Esoterici menen dat bewustzijn aanwezig is in alles wat er is. Als bewustzijn diep genoeg wordt beleefd, zou men ieder aspect van de kosmos ervaren. Dit is Kosmisch Bewustzijn.
Profetische uitspraken zoals die van Jezus, Boeddha, Krishna, Mohammed en vele anderen zouden kunnen worden verklaard vanuit het contact met dit kosmisch bewustzijn. De afstemming op kosmisch bewustzijn zou vanuit dit gezichtspunt mogelijk moeten zijn voor alle mensen. Aanhangers van new age menen dat de kerken en wereldlijke machthebbers sinds lange tijd de mensen hebben afgehouden van kennis van kosmisch bewustzijn en Universele Wetten.
Esoterici menen dat in het niet begrijpen of tegenwerken van Universele Wetten een van de grootste oorzaken ligt van lijden en ziekte. Kennis en toepassing van de Universele Wetten wordt in de new age gezien als een belangrijke stap voor de mensheid om te kunnen functioneren in hogere bewustzijnsgebieden.